# Roch Gardner
Roch Gardner, né le 10 novembre 1938 à Sainte-Hélène-de-Chester, est un homme politique québécois.

## Biographie
Roch Gardner étudie à Trottier Mills, au Collège de Victoriaville et aux universités d'Ottawa, de Sherbrooke et Laval. Il obtient un baccalauréat en pédagogie et en information scolaire.
De 1960 à 1967, il est enseignant à Princeville, puis à Victoriaville à compter de 1970. 
Il est conseiller municipal à Saint-Norbert-d'Arthabaska de 1964 à 1966. En 1966, Roch Gardner est élu député de l'Union nationale dans Arthabaska. Il est défait en 1970. Le 5 novembre 1978, il est élu conseiller municipal à Victoriaville.
Il est le frère de Laurier Gardner.